# Македонска конференция (1912)
Македонската конференция от 1912 година е провалил се проект по време на Балканските войни на македонски интелектуалци, иницииран от Димитър Чуповски. Участниците са бивши членове на ВМОРО, като тяхната цел е популяризиране сред европейската общественост на идеята на организацията за придобиване на автономия на областта.
След избухването на Първата балканска война в 1912 година и разгрома на Османската империя, територията на областта Македония е поделена от Гърция, Сърбия и България. По това време Димитър Чуповски пристига от руската столица Санкт Петербург в София. Чуповски има идея да инициира изпращане на една делегация на ВМОРО в Лондон, където по това време се провежда мирна конференция. Делегацията трябва да да пледира на споменатата конференция за автономия на Македония под протектората на Великите сили. Чуповски смята, че това е възможно, защото Антантата има голям интерес от запазване на Балканския съюз, а това може да стане, само ако бъде разрешен въпроса с Македония, който назрява между балканските съюзници.
Той търси контакти в София и на 17 ноември се вижда с част от македонската емиграция в града, но без успех. На 4 декември той пристига в Скопие, където отсяда в дома на чичо си Вельо Марковски и също се среща с местни представители, но опитът му да ги убеди да възприемат идеите му се проваля. Твърди се дори, че заради македонистките му възгледи чичо му го е прогонил от дома си. Малко след това той заминава за родния си край - Велешко. Във Велес той все пак организирана среща в дома на Ангел Коробар, на която освен домакина присъстват и други дейци на разпуснатото ляво крило на ВМОРО като Петър Попарсов, Александър Мартулков, Йован Попйорданов, Иван Елезов, Димитър Ничев, Ризо Ризов, Йордан Шурков и Методи Попгошев и някои от умерените централисти като Крум Зографов и други. На срещата възникват разногласия, като чисто македонистките идеи на Чуповски са отхвърлени.

Присъстващите все пак възприемат идеята на Чуповски да изпратят представители на ВМОРО на Лондонската мирна конференция. Делегацията трябва да агитира европейската общественост за запазване на целостта на областта и за получаване на автономия за региона. Понеже след 1910 година лявото крило на организацията се е разцепило на три фракции, а водачите ѝ се оказват по думите на Яне Сандански „генерали, без армия“, заговорниците изпращат Ризов до Солун. Там той трябва да се срещне с представители на действащия ЦК на ВМОРО с надеждата да получи подкрепата на консолидираното дясно крило на организацията. Ризов не намира представители на ЦК, защото те са напуснали града с Македоно-одринското опълчение и като част от Българската армия са на фронта в Източна Тракия. Все пак той успява да се срещне с Павел Шатев и професор Йордан Иванов, които са останали в Българската гимназия, но те категорично отхвърлят идеята за автономия. Той получава при разговорите си с тях следния отговор:
| „ | Как може в съзнанието на велешани да се родят такива престъпни мисли за авономия сега, когато се чертаят границите на българското племе с кръвта на българския народ. | “ |

 Когато Ризов се завръща във Велес за да уведоми групата за резултата на срещата си, съмишлениците разбират, че планът им се е провалил.
Междувременно на 10 декември Чуповски напуска Македония и през януари се връща в Санкт Петербург. Въпреки всичко той не се отказва от идеите си и на 1 март 1913 година, заедно с македонистите Наце Димов, Гаврил Константинович и Александър Везенков подписват Меморандум, с който се иска формиране на независима държава на територията на историко-географската област Македония. Меморандумът заедно с цветна карта на Македония, изработена от Чуповски, е изпратен на Лондонската конференция.